# Tokio Marine Hall
Tokio Marine Hall, anteriormente conhecido como Tom Brasil e HSBC Brasil, é uma tradicional casa de espetáculos localizada na Chácara Santo Antônio, distrito de Santo Amaro, São Paulo, Brasil. A casa possui capacidade para até 4.000 pessoas na pista. O palco ocupa 250m2 de área, 22m de altura e 9m de boca de cena.
Além de apresentações de peças de teatro e outros eventos, a casa recebeu apresentações de grandes artistas nacionais como Maria Bethânia, Ana Carolina, Chico Buarque, Angra, Caetano Veloso, Banda Calypso, Marisa Monte, Roupa Nova, Paula Lima, Anavitória, entre outros. Grandes nomes da música internacional também se apresentaram, como Nightwish, Mon Laferte, Ghost, Buddy Guy, Burt Bacharach, Hanson, RBD (além do grupo pop, recebeu os shows solo de uma de suas integrantes, Anahí), David Byrne, X Japan, Europe, PENTATONIX, Turnstile entre outros. Em 2011 a casa foi a sede do Miss Brasil 2011 realizado no dia 23 de Julho.
Em 2008, o banco HSBC adquiriu os direitos de nome da casa, rebatizando-a como HSBC Brasil. Em agosto de 2015 a casa voltou a se chamar Tom Brasil. Em março de 2022, a empresa de seguros Tokio Marine adquiriu os naming rights da casa, e a mesma passou a se chamar Tokio Marine Hall.